# Beaulieu (Cantal)
Beaulieu è un comune francese di 112 abitanti situato nel dipartimento del Cantal nella regione dell'Alvernia-Rodano-Alpi.

## Società

### Evoluzione demografica
Abitanti censiti